# 42 Persei
42 Persei (n Persei) é uma estrela na direção da Perseus. Possui uma ascensão reta de 03h 49m 32.70s e uma declinação de +33° 05′ 29.0″. Sua magnitude aparente é igual a 5.14. Considerando sua distância de 297 anos-luz em relação à Terra, sua magnitude absoluta é igual a −3.83. Pertence à classe espectral A3V.